# Endlicheria xerampela
Endlicheria xerampela är en lagerväxtart som beskrevs av Chanderb.. Endlicheria xerampela ingår i släktet Endlicheria och familjen lagerväxter. Inga underarter finns listade i Catalogue of Life.